# Elachista diederichsiella
Elachista diederichsiella is een vlinder uit de familie grasmineermotten (Elachistidae). De wetenschappelijke naam is voor het eerst geldig gepubliceerd in 1889 door E. Hering.
De soort komt voor in Europa.